# Fabiana Murer
Fabiana Murer (Campinas, Estado de São Paulo, Brasil, 16 de marzo de 1981) es una exatleta brasileña de salto con pértiga. En su carrera deportiva ostentó títulos mundiales de la especialidad tanto al aire libre como en pista cubierta, así como un campeonato panamericano. Asistió además a tres Juegos Olímpicos.

## Trayectoria
Asistió por primera vez a un campeonato del mundo el año 2005, y sus primeros triunfos internacionales llegaron en el Campeonato Iberoamericano de Atletismo de 2006 (4,56 m) y los Juegos Panamericanos de 2007 (4,60 m). Para el 2008 acudió a los Juegos Olímpicos de Pekín, donde acabó en el décimo lugar. Para el 2010 se adjudicó el primer título absoluto en el  campeonato mundial de pista cubierta de Doha con una marca  de 4,80 m, y además fue una de las ganadoras de la Liga de Diamante. 
El año 2011 conquistó también el campeonato mundial de Daegu con una marca de 4,85 m, siendo la primera medalla de oro para Brasil en la historia de este evento. Sus resultados anteriores en este certamen habían sido un séptimo puesto en Helsinki 2005 (4,40 m); sexto lugar en Osaka 2007 (4,65 m), y quinta posición en Berlín 2009 (4,55 m). 
Sin embargo, esa misma temporada no logró revalidar su título panamericano en Guadalajara 2011, ya que obtuvo la medalla de plata con un registro de 4,70 m, en una competencia ganada por la cubana Yarisley Silva (4,75 m) quien superó el récord continental en poder de la misma brasileña. Tampoco pudo superar la ronda preliminar en los Juegos Olímpicos de Londres 2012, en el que marcó una altura de 4,50 m a pesar de que era una de las favoritas para el podio. Murer atribuyó el revés al cambio en el método de entrenamiento.
Los resultados insatisfactorios continuaron en el 2013, ya que también perdió el título mundial al ubicarse en la quinta posición de la final en Moscú, donde marcó una altura de 4,65 m, mientras que en la Liga de Diamante quedó tercera en la tabla de posiciones.
El 2014 significó la recuperación del protagonismo de la prueba. En esta temporada, las tres mejores marcas fueron de su propiedad (la mejor de ellas de 4,80 m conquistada en Nueva York), y por segunda vez se consagró como una de las triunfadoras de la Liga de Diamante.
Para la temporada del 2015 se adjudicó dos triunfos en la Liga de Diamante en Birmingham (4,72 m) y Nueva York (4,80 m) antes de participar en los Juegos Panamericanos de Toronto donde ocupó la segunda posición (4,80 m); lo que repitió en el campeonato mundial de Pekín con marca de 4,85 m, en ambas ocasiones por detrás de la cubana Yarisley Silva. De igual forma fue segunda en la tabla final de posiciones de la Liga de Diamante detrás de Nikoleta Kiriakopoulou.
El año 2016, en el mes de mayo, Murer ganó la medalla de oro en el XVII Campeonato Iberoamericano de Atletismo con una marca de 4,60 m. En julio también se adjudicó el primer puesto en la reunión Grande Prêmio Brasil Caixa de Atletismo donde saltó 4,87 m que se posicionaba como la mejor marca del año y nuevo récord sudamericano. Sin embargo, a principios de agosto y previo a su participación en los Juegos Olímpicos de Río de Janeiro anunció que sufría de hernia cervical, aunque estaba optimista para dicha competición en donde tendría el favor del público local.
En la justa Murer no logró pasar de la ronda de clasificación al realizar tres intentos nulos. Terminada su participación y apesadumbrada por el resultado, alegó falta de fuerza en sus brazos. De esta forma cerró su tercera aparición en Juegos Olímpicos y el último certamen en su carrera, ya que el 25 de agosto anunció el retiro de las competiciones deportivas.

## Marcas personales
| Prueba                   | Marca  | Lugar                          | Fecha                 |
| ------------------------ | ------ | ------------------------------ | --------------------- |
| Pértiga                  | 4,85 m | San Fernando (ESP) Daegu (KOR) | 04/06/2010 30/08/2011 |
| Pértiga (pista cubierta) | 4,85 m | Nevers (FRA)                   | 06/02/2015            |